# Honor the Light
Honor the Light är en EP av svenska sångerskan Zara Larsson. Den släpptes den 1 december 2023 av Sommer House och Epic.

## Låtlista
| Nr           | Titel          | Längd |
| ------------ | -------------- | ----- |
| 1.           | Memory Lane    | 3:12  |
| 2.           | Winter Song    | 3:05  |
| 3.           | Silent Night   | 1:42  |
| 4.           | Light a Candle | 3:10  |
| 5.           | Tänd ett ljus  | 3:10  |
| 6.           | Sankta Lucia   | 1:22  |
| Total längd: | Total längd:   | 15:42 |